# Virginia Slims of Houston 1987
Il Virginia Slims of Houston 1987 è stato un torneo di tennis giocato sulla terra rossa.
È stata la 17ª edizione del torneo, che fa parte del Virginia Slims World Championship Series 1987.
Si è giocato al Westside Tennis Club di Houston negli Stati Uniti, dal 20 al 26 aprile 1987.

## Campionesse

### Singolare
Chris Evert ha battuto in finale  Martina Navrátilová con il punteggio di 3–6, 6–1, 7–6(4).

### Doppio
Kathy Jordan /  Martina Navrátilová hanno battuto in finale  Zina Garrison /  Lori McNeil con il punteggio di 6–2, 6–4